# Успенский собор (Хабаровск)
Градо-Хаба́ровский Успе́нский собо́р (Собо́р во и́мя Успе́ния Бо́жией Ма́тери) — первый каменный и один из крупнейших храмов Хабаровска. Собор был завершён строительством в 1886 году. В строительстве деятельное участие принимали инженер С. О. Бер, разработавший план храма, и инженер-полковник В. Г. Мооро, под руководством которого проводилась постройка собора.
Здание было снесено на кирпичи в 1930 году, в 2002 году собор был восстановлен по новому архитектурному проекту.

## История
Средства на строительство собрал купец первой гильдии А. Ф. Плюснин. Закладка произошла в 1876 году, но вследствие нехватки средств строительство храма началось только в 1884 году. Руководил строительством полковник В. Г. Мооро, а проект храма разработал гражданский инженер С. О. Бер. 16 декабря 1886 года собор был освящён епископом Камчатским, Курильским и Благовещенским Гурием (Буртасовским), тогда же прошла первая рождественская служба.
В 1891 году в честь приезда цесаревича Николая был построен придел, названный в честь Николая Чудотворца. В 1892 году собор был освидетельствован специальной комиссией.
В Успенском соборе был похоронен барон Андрей Николаевич Корф (1831—1893), первый Приамурский генерал-губернатор.
В 1894 году была поставлена временная деревянная колокольня и в соборе установили 185 пудовый колокол. В то же время собор обзавёлся первыми канделябрами. В 1895 году при соборе была построена церковно-приходская школа для мальчиков. В 1904—1905 годах построили два боковых придела, также была построена постоянная каменная колокольня, вместо прежней временной, и расширен основной придел.

## Разрушение и реконструкция
В феврале 1930 года собор был закрыт, а в августе взорван. В 1937 году собор был окончательно снесён на кирпичи и для освобождения площади. Могила Корфа была уничтожена.
На месте собора были построены ворота парка ОДОСА.
Площадь перед парком получила название «Комсомольская площадь», от неё начиналась улица Карла Маркса. На Комсомольской площади в 1956 году поставлен памятник «Героям Гражданской войны на Дальнем Востоке» (скульптор Файдыш-Крандиевский).
В 1994 году начались работы по восстановлению собора, для его постройки был выбран проект ГУП «Хабаровскгражданпроект». В 2000 году была осуществлена закладка здания. В 2001 году собор был окончательно достроен, но ещё год, до октября 2002 года, продолжались внутренние работы. Новый собор находится почти на том же месте, что и старый.
Комсомольская площадь сохранила прежнее название, однако территория вокруг Успенского собора именуется «Соборная площадь».

## Архитектура собора
Собор имеет пять куполов. Он был построен в русском стиле, однако имел эклектические черты.
Реконструкция собора в целом отличается от первого собора, однако имеет его элементы. В частности, формы арок и куполов нового собора были взяты со старого варианта.

## Реликвии
Во время строительства собора активно собирались пожертвования. Главным пожертвованием стала считающаяся чудотворной икона «Слово плоть бысть», заказанная купцом В. Ф. Плюсниным и его супругой. После реконструкции эта икона была возвращена в собор.
Также в новом соборе находится икона Тихвинской Божьей Матери, являющаяся одной из наиболее почитаемых икон собора.

## Галерея
- Вход в парк Окружного дома офицеров Советской армии, лето 1977 года. На месте арки в 2001 г. построен новый собор. Справа видна часть ограды памятника «Героям Гражданской войны на Дальнем Востоке»
- Вход в парк ОДОСА, лето 1981 года. Портрет Леонида Ильича Брежнева на ограде парка, на том месте, где в наше время стоит собор
- Соборная площадь с Успенским собором, Комсомольская площадь с памятником «Героям Гражданской войны на Дальнем Востоке», начало ул. Муравьёва-Амурского
- Вид из парка Славы на стелу «Город воинской славы» и Успенский собор
- Иконостас нового Успенского собора
- Икона Божией Матери Албазинской «Слово плоть бысть»

### Электронные публикации
- Успенский храм. Текст подготовлен при содействии Отца Никодима. Герой нашего времени. Информационно-аналитический журнал. Дата обращения: 27 декабря 2014. Архивировано 3 декабря 2014 года.
- Туманик А. Г. Успенский собор. Библиотека сибирского краеведения. Дата обращения: 27 декабря 2014. Архивировано 3 декабря 2014 года.

### Архивы
- Градо-Хабаровский Успенский Собор (1886—1930 гг) //   Документы культовых учреждений Дальнего Востока. Ф. И-8. Оп. 1. Ед. хр. 5.